# Saxifraga dahaiensis
Saxifraga dahaiensis là một loài thực vật có hoa trong họ Saxifragaceae. Loài này được H. Chuang mô tả khoa học đầu tiên năm 2001.